# Кульчак, Михаил Михайлович
Михаил Михайлович Кульчак (24 октября 1896 — 8 июля 1948) — советский военный педагог, полковник. Участник Гражданской и Великой Отечественной войн. Кавалер трёх орденов Красного Знамени (1922, 1925).

## Биография

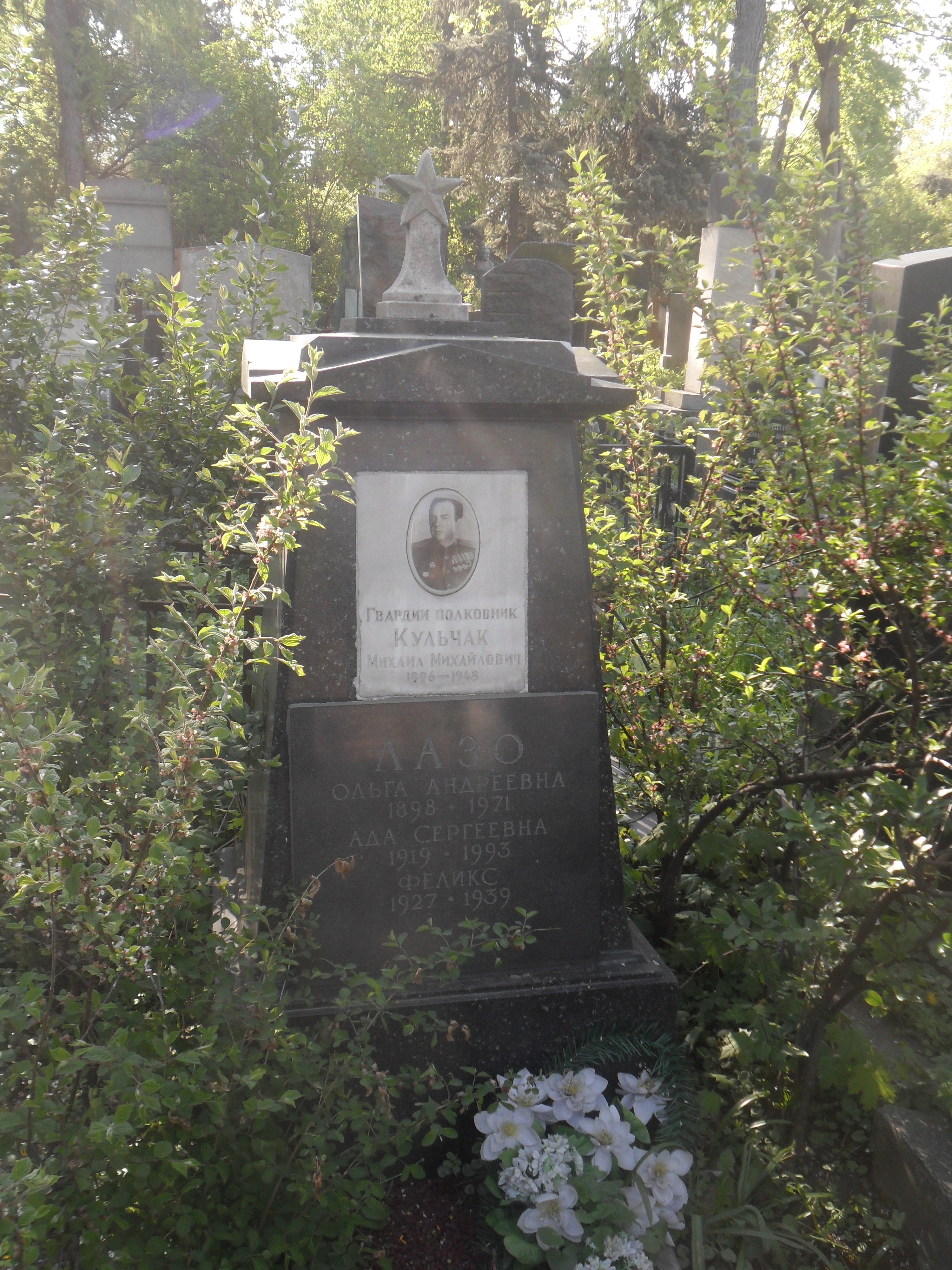
Могила Кульчака на Новодевичьем кладбище Москвы.

Михаил Кульчак родился в 1896 году. 
В 1918 году пошёл на службу в Рабоче-крестьянскую Красную Армию. Участвовал в боях Гражданской войны, командовал пулемётной командной сначала в составе Варшавского отряда, затем в составе 1-го стрелкового полка. Неоднократно отличался в боях.
Приказом Революционного Военного Совета Республики № 124 в 1922 году командир пулемётной команды Михаил Кульчак был награждён первым орденом Красного Знамени РСФСР.
Приказом Революционного Военного Совета Республики № 701 в 1925 году командир пулемётной команды Михаил Кульчак вторично был награждён орденом Красного Знамени.
После окончания Гражданской войны продолжил службу в Рабоче-крестьянской Красной Армии. 
С февраля 1940 года и до конца жизни — преподаватель в Военной академии имени М. В. Фрунзе.
С июня 1944 года выезжал в части 3-го Прибалтийского фронта, где проводил занятия с офицерами — слушателями академии. 19 июля 1944 года, когда из-за ранения выбыл из строя командир 157-го гвардейского стрелкового полка, Кульчак заменил его собой и успешно руководил действиями этого подразделения до 28 июля. Под его руководством полк нанёс большие потери противнику в боевой технике и живой силе.
Скончался 8 июля 1948 года. Похоронен на 3-м участке Новодевичьего кладбища Москвы.
Награждён орденом Ленина, тремя орденами Красного Знамени, орденом Отечественной войны 1-й степени (1944), рядом медалей.